# Уинн, Эдит Линвуд
Эдит Линвуд Уинн (англ. Edith Lynwood Winn; 1868 — 1933) — американский скрипичный педагог.
Ученица Юлиуса Айхберга. В силу неудачного строения рук и нервных срывов от переутомления отказалась от исполнительской карьеры в пользу преподавательской и на протяжении многих лет работала в различных учебных заведениях Бостона.
Наиболее известна как автор многочисленных методических пособий для учителей — самыми популярными оказались пособие «Как приготовить к Крейцеру» (англ. How to prepare for Kreutzer; 1910), разбор методики преподавания различных этюдов в первых четырёх классах музыкальной школы, и более обобщённые размышления о преподавании, составившие книгу «Скрипичные разговоры» (англ. Violin Talks). Среди других работ Уинн — составленный ею «Сборник русской скрипичной музыки» (англ. A Folio of Russian Violin Music; 1905), включавший произведения Чайковского, Аренского, Гречанинова, Болеслава Гродзкого и др. и изданный с посвящением Лео Винеру.
Была близка к суфражистскому движению. Опубликовала пьесу «Видение честных женщин» (англ. A Vision of Fair Women; 1891), восходящую к стихотворению Альфреда Теннисона и представляющую 39 выдающихся исторических личностей женского пола. Выступала также в поддержку женщин — музыкальных педагогов.